# دلاغه (معان)
دلاغه منطقة سكنية تقع في لواء البتراء، محافظة معان في الأردن. تنتمي المنطقة لقضاء البتراء الذي يضم 12 منطقة. يقدر عدد سكانها بـ 1370 نسمة حسب إحصاء 2015.

## الوصلات الخارجية
- دائرة الاحصاءات العامة